# Веслоногі (амфібії)
Веслоногі (Rhacophoridae) — родина земноводних підряду Neobatrachia ряду Безхвості. Має 2 підродини, 14 родів та 321 вид.

## Опис
Загальна довжина представників цієї родини коливається від 1,5 до 12 см. Голова невеликого розміру, тулуб здебільшого стрункий. Кінцівки дуже розвинені, особливо задні. Мають плавальні перетинки. У деяких видів площа розтягнутої перетинки може досягати 20 кв. см. (при довжині тіла 6—10 см). Вони нагадують своєрідне весло. звідси й походить назва цієї родини. Також пальці наділені присосками.
Веслоногі забарвлені дуже різноманітно, але переважно у захисні тони. Так деревні види зазвичай мають загальний тон забарвлення зелений, тоді як наземні види переважно коричневі або бурі.

## Спосіб життя
Мешкають у різних біотопах. Різні види активні у різні часи доби. Зустрічаються суто деревні та наземні види. Однією з найцікавіших особливостей веслоногих є здатність до плануючих стрибків. Веслоногі використовують плавальну перетинку при плануванні, розчепірюють пальці під час стрибка. Для подібних стрибків їм знадобилися і присоски, які вони використовують для закріплення на гілці після стрибка.
Це яйцекладні амфібії. Багато видів веслоногих відкладають яйця у пінистих гніздах, які самиці будують зі своїх виділень. У цих «гніздах» пуголовки можуть тривалий час розвиватися, захищені від висихання та хижаків.

## Розповсюдження
Мешкають в Африці південніше пустелі Сахари, південній, південно-східній та східній Азії.

## Підродини та роди
- Підродина Buergeriinae Channing, 1989
  - рід Buergeria Tschudi, 1838
- Підродина Rhacophorinae Hoffman, 1932
  - рід Chiromantis Peters, 1854
  - рід Feihyla Frost, Grant, Faivovich, Bain, Haas, Haddad, de Sá, Channing, Wilkinson, Donnellan, Raxworthy, Campbell, Blotto, Moler, Drewes, Nussbaum, Lynch, Green & Wheeler, 2006
  - рід Ghatixalus Biju, Roelants & Bossuyt, 2008
  - рід Gracixalus Delorme, Dubois, Grosjean & Ohler, 2005
  - рід Kurixalus Ye, Fei, & Dubois, 1999
  - рід Liuixalus Li, Che, Bain, Zhao & Zhang, 2008
  - рід Nyctixalus Boulenger, 1882
  - рід Philautus Gistel, 1848
  - рід Polypedates Tschudi, 1838
  - рід Pseudophilautus Laurent, 1943
  - рід Raorchestes Biju, Shouche, Dubois, Dutta & Bossuyt, 2010
  - рід Rhacophorus Kuhl & Van Hasselt, 1822
  - рід Theloderma Tschudi, 1838